# 干戈玉帛
《干戈玉帛》（Broken Bow）是星艦奇航記剧集《星际旅行：企業號》第一季第1、2集的名称。在这两集中，人类与克林贡人实现了第一次接觸；地球联邦的第一艘星舰“企業號（NX-01）”展开首航。而进取号的船长強納森·亞契意外地发现自己被卷入了未来的一场时空冷战之中。

## 剧情介绍
在季弗蘭·寇克瑞恩博士劃時代的太空曲速飛行和緊接而來的第一次接觸後的九十年中，人类在瓦肯人的缓慢指点下终于接近了完成5级曲速引擎的建造。由此奧妙無窮的太空深處終于向人类敞開大門。划时代的星艦企業號（NX-01）即将首次由乔纳森·亞契船长指揮出航。這時一名克林貢特使的船被不明敵人擊中，墜落在现在位于美国的俄克拉荷马州的斷弓鎮。这个事件使得人类能绕过瓦肯人的阻挠而以正当理由开始进取号的探险计划。因為反感人類多年來對瓦肯人的馬首是瞻，亞契决定撇开瓦肯人，单独护送受傷的克林貢特使安全返回克林贡星球。亚契得到了星艦总部的全力支持，对瓦肯人的反对则充耳不闻。
現在企業號停靠在地球上空的太空船塢裏，亞契利用了三天時間召集船員：迷人的北美南方人氏查理·崔普·塔克第三中校担任輪機長；強壯機警的·李德上尉担任安全官；在太空中長大的熱心腸黑人少尉任舵手；具有語言天分的佐藤星少尉任通訊官。亞契還把思想新潮的 Denobula 人伏拉士招至麾下擔任醫官。因為這是进取号首次执行任務，瓦肯人要求派出一名顧問登艦指导，並任命聰慧倔強的特珀副官前來。當飞船上各項最先進的技術一一安裝到位時，船上的期待和緊張情緒正暗暗高漲，但沒人敢親身嘗試近日才通過認可測試的傳送系統。很快，歷史性的出航时刻到来了，星艦企業號，正如寇克瑞恩博士所言，“勇敢地航向前人所未至的领域”。在進入曲速后，进取号直奔克罗纳斯星球。
路上，衆船員開始彼此進一步了解，并逐步形成了相互间的信任。在伏拉士医生的精心照料下，受傷的克林貢人克朗逐渐恢復了知覺。星尝试与克朗进行溝通交流。突然全船能源被切斷，一种貌似面色龙的的未知外星人入侵了企業號的醫務室，并劫走了克朗。一名入侵的外星人被抓获，经伏拉士檢查後發現他是經過基因改造的蘇利班人。特珀建議企業號立即返回地球，但被亞契口氣強硬地拒絕。然而亚契还是从守口如瓶的瓦肯顾问那里得知克朗坠毁在地球之前曾在參宿七10号行星停留过，於是命令梅偉瑟将路径改至參宿七星系。與此同時，一個名叫斯力克的蘇利班人开始审问克朗，试图查出他在參宿七上与一个名为莎琳的苏利班女性会面的原因。企業號到達目的地後，外勤隊面對這個貿易中心的多元化外星生活訝異不已，大開眼界。他們四處詢問有關克朗來訪的信息，却不斷地被新異的聲光樂事所打斷。亞契最終还是見到了莎琳，莎琳告诉他未来的一場時空冷戰，其中一方利用蘇利班人作棋子以煽动克林貢帝國内訌。克朗此行正是要把這場陰謀的證據帶回最高議會，以避免帝國陷入混亂。然而此前埋伏在四周的蘇利班士兵突然發動襲擊，令亞契、莎琳和外勤隊不得不殺出一條血路以撤回企業號。在猛烈的交火中，莎琳遇害，其後亞契為了救特珀而腿部遭重创陷入昏迷。
亞契被送進醫務室裏接受治療，特珀不顧塔克的反對接管了企業號。并出乎意料地命令命令梅偉瑟紧跟从參宿七出发的蘇利班飞船。亞契恢復指揮權后，他們來到一顆气态行星，失掉了蘇利班飞船的踪迹。但特珀又一次發揮出了她驚人的才智，帮助亞契发现最近不止一艘而是十四艘蘇利班船曾進入過該行星的大氣。於是进取号尾随而至，竟发现一艘巨大的螺旋狀蘇利班母舰，探測出有上三千个生命信号。他們遭到數艘蘇利班細胞船的零星襲擊，进取号的抓钩成功捕获了其中一艘。亞契和塔克很快學會了如何操控這戰利品，並借此滲入母舰。与此同时，进取号则藏身于大气稠密的上层以避免再遭攻擊。亞契和塔克用新装备的相位手枪击倒了苏利班看守，找到并营救了克朗，由塔克护送他返回进取号。亞契则留下来斷後——埋下一個磁性裂解炸彈以摧毀母舰，在等待救援時，亚契发现了一間時空密室，裏面一名神秘的未來藏鏡人物正在向蘇利班人發號施令。蘇利班人的領導斯力克發現了亞契，兩人在時間扭曲的室内扭打起來。亞契意识到自己绝不是经过基因改造的苏利班人的對手，于是试图朝時間正常的密室外退去。斯力克也退出來朝逃跑的亞契開火，但是他已經在光束中被能量化了。原來緊張萬分的塔克操作還沒正式運用于生物的傳送系統将船長傳送了回來。
甩掉苏利班人后，进取号进入曲速迅速离开，成功将克朗护送到克林贡母星。克林贡議長从克朗体内抽取血液样本，交由他的科学家检查，在DNA序列中发现了隐藏的证据，证明了苏利班人在密谋破坏帝国。議長转向亚契并显示了敌意，但亚契认为他是在表达谢意。
回到进取号，亞契收到了星舰总部的命令：从今以后，他和进取号的船员将正式展开探索宇宙的任务。因为十分感激特珀在这次事件中的巨大协助，亚契放下架子说服特珀留任为飞船的科学官。最终飞船将路径设定为飞向最近的一颗无人行星，进取号的全体成员勇敢以曲速航向那前人所未至的领域……